# Henry Ohayon
Henry Ohayon (em hebraico:  הנרי אוחיון; Marrocos, 17 de junho de 1934 – Ascalão, 27 de outubro de 2023) foi um ciclista olímpico israelense nascido no Marrocos. Ohayon representou sua nação nos Jogos Olímpicos de Verão de 1960, em Roma.